# Heterozius rotundifrons
Heterozius rotundifrons är en kräftdjursart som beskrevs av A. Milne Edwards 1867. Heterozius rotundifrons ingår i släktet Heterozius och familjen Belliidae. Inga underarter finns listade i Catalogue of Life.